# Cigarettes et Chocolat chaud
Pour plus de détails, voir Fiche technique et Distribution.
Cigarettes et chocolat chaud est une comédie dramatique française réalisée par Sophie Reine, sortie en 2016.
Le titre du film a été inspiré à la réalisatrice par la chanson Cigarettes and Chocolate Milk (en) du musicien canado-américain Rufus Wainwright.

## Synopsis
Denis Patar, veuf mélancolique et père de deux filles (Janine, 13 ans, et Mercredi, 9 ans) se démène tant bien que mal avec ses deux emplois, le jour dans une jardinerie, la nuit dans un sex-shop, au risque de n’être jamais là quand ses filles ont besoin de lui. Après avoir oublié une fois de trop sa cadette Mercredi à l’école, il reçoit la visite d’une travailleuse sociale, Séverine Grellot, bien décidée à lui imposer sa méthode d’éducation via un « stage de responsabilité parentale ».
Les difficultés de l'aînée Janine, adolescente affrontant courageusement un syndrome de Gilles de la Tourette, semblent mener la famille vers une mesure de placement par l'ASE mais conduisent en fait à un dénouement heureux.

## Fiche technique
- Titre : Cigarettes et chocolat chaud
- Réalisation : Sophie Reine
- Scénario : Sophie Reine et Gladys Marciano
- Musique : Sébastien Souchois
- Montage : Claire Fieschi et Nassim Gordji Tehrani
- Photographie : Renaud Chassaing
- Décors : Thomas Grézaud
- Costumes : Julie Miel
- Producteur : Isabelle Grellat Doublet, Éric Altmayer et Nicolas Altmayer
- Production : Mandarin Cinéma
- Distribution : Diaphana Distribution
- Pays d'origine :  France
- Durée : 98 minutes
- Genre : comédie dramatique
- Dates de sortie :
  -  France :
  - 12 mai 2016
  - 14 décembre 2016

## Distribution

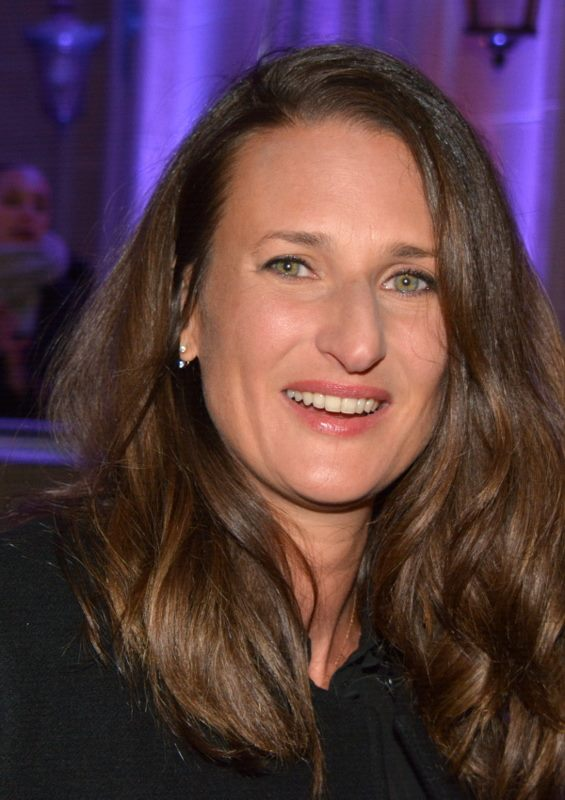
L'actrice Camille Cottin en janvier 2016.

- Gustave Kervern : Denis Patar, le père de famille
- Camille Cottin : Séverine, l'assistante sociale
- Héloïse Dugas : Janine, la fille aînée, 13 ans
- Fanie Zanini : Mercredi, la fille cadette, 9 ans
- Thomas Guy : Robert, le copain de Janine
- Franck Gastambide : Pierrot
- Mathieu Métral : le chef du service de l'ASE
- François Bureloup : le directeur du supermarché
- Daniel Cohen : Le policier
- Margot du Jonchay : Caroline
- Vincent Claude : Denis Patar jeune

## Tournage
La majeure partie des scènes du film a été tournée dans la ville de Clamart, où réside la réalisatrice, entre septembre et novembre 2015.
Accueil
Ce film a enregistré 153 264 spectateurs en salles françaises (JP's Box Office)
Il a été noté 6,2/ 10 par les correspondants de "Sens Critique"

## Musiques additionnelles
Sauf indication contraire, les informations mentionnées dans cette section peuvent être confirmées par le générique de fin de l'œuvre audiovisuelle présentée ici, ainsi que par la base de données cinématographiques IMDb,  présente dans la section « Liens externes ».
- Modern Love - David Bowie
- Let's Dance - David Bowie
- Le Temps des Cerises
- Life on Mars? - David Bowie
- Cigarettes and Chocolate Milk (en) - Rufus Wainwright.

## Clins d’œil
Sauf indication contraire ou complémentaire, les informations mentionnées dans cette section proviennent du générique de fin de l'œuvre audiovisuelle présentée ici.
- On trouve dans le film un extrait de Karaté Kid, qui contient le célèbre « Wax on, Wax off ».
- Le film est dédié à Lamia Mondeguer, disparue dans les attentats de Paris le 13 novembre 2015[5],[6].

## Distinctions
- 2016 : Prix du public au Festival de Cahors - Cinédélices pour Cigarettes et chocolat chaud
- 2016 : Prix des Enfants Terribles du Meilleur long métrage au Festival international du film de Gijon pour Cigarettes et chocolat chaud[7].
- 2016 : Prix spécial du Jury pour l'actrice Héloïse Dugas, lors du 21e Festival des Avant-Premières de la ville de Cosne-Cours-sur-Loire[1].
- 2017 : nomination pour le César du meilleur premier film